# Maksim Turiščev
Maksim Rimovič Turiščev (in russo Максим Римович Турищев?; Mosca, 5 marzo 2002) è un calciatore russo, attaccante del Rotor.

## Carriera

### Club
Cresciuto nel settore giovanile della Lokomotiv Mosca, nel 2021 è stato acquistato dal Rostov, con cui ha esordito in Prem'er-Liga il 17 marzo 2021 in occasione dell'incontro vinto 4-0 in trasferta contro il Rotor.

### Nazionale
Ha giocato nella nazionale russa Under-16.

## Statistiche

### Presenze e reti nei club
Statistiche aggiornate all'11 aprile 2022.
| Stagione        | Squadra         | Campionato      | Campionato | Campionato | Coppe nazionali | Coppe nazionali | Coppe nazionali | Coppe continentali | Coppe continentali | Coppe continentali | Altre coppe | Altre coppe | Altre coppe | Totale | Totale |
| Stagione        | Squadra         | Comp            | Pres       | Reti       | Comp            | Pres            | Reti            | Comp               | Pres               | Reti               | Comp        | Pres        | Reti        | Pres   | Reti   |
| --------------- | --------------- | --------------- | ---------- | ---------- | --------------- | --------------- | --------------- | ------------------ | ------------------ | ------------------ | ----------- | ----------- | ----------- | ------ | ------ |
| feb.-giu. 2021  | Rostov          | PL              | 1          | 0          | CR              | -               | -               |                    | -                  | -                  |             | -           | -           | 1      | 0      |
| 2021-2022       | Rostov          | PL              | 4          | 0          | CR              | 2               | 0               |                    | -                  | -                  |             | -           | -           | 6      | 0      |
| Totale carriera | Totale carriera | Totale carriera | 5          | 0          |                 | 2               | 0               |                    | -                  | -                  |             | -           | -           | 7      | 0      |